# Тотфалушин, Виктор Петрович
Виктор Петрович Тотфалушин (7 сентября 1954 год; СССР, Саратов) — российский историк, краевед, кандидат наук, доцент, преподаватель.

## Биография
Виктор Петрович Тотфалушин — российский историк, краевед, кандидат наук, доцент. Автор более 400 научных и учебно-методических работ, в том числе пяти монографий. Виктор Тотфалушин родился в семье военнослужащего. В 1971 году после окончания средней школы № 21 Кировского района г. Саратова поступил на исторический факультет Саратовского гос. университета (СГУ) и в 1976 завершил учебу. В 1976–77 гг. работал учителем истории сначала в Рыбушанской средней школе, затем Краснооктябрьской средней школе Саратовского района. В 1978–80 годах пионерский вожатый во Всероссийском лагере ЦК ВЛКСМ «Орленок». С 22 ноября 1979 г. работает в СГУ на кафедре истории России досоветского периода, ныне кафедра истории России и археологии Института истории и международных отношений.
Ведущим направлением в научном творчестве В. Тотфалушина является изучение эпохи 1812 года», а также истории Саратовского Поволжья. В 1986 г. им была защищена диссертация кандидата исторических наук на тему "М. Б. Барклай де Толли в Отечественной войне 1812 года". Он также активно сотрудничает с издательствами российских энциклопедий, в т.ч. : «Немцы России»; «Энциклопедия Саратовского края (в очерках, фактах, событиях, лицах)»; «Новая Российская энциклопедия : в 12 т.»; «Отечественная война 1812 года»; «Заграничные походы российской армии. 1813–1815 годы»; «Отечественная война 1812 года и освободительный поход русской армии 1813–1814 годов». Общее количество энциклопедических статей достигло 210. Кроме того, пользуются известностью работы В. П. Тотфалушина о биографии французского офицера Николя Савена.
Ю. Г. Степанов  в своей рецензии на книгу В. П. Тотфалушина "Саратовский край и Наполеоновские войны" отмечает полноту исследования влияния Отечественной войны 1812 года на Саратовскую губернию: рассматриваются трудности с которыми сталкивались местные власти в военное время, отмечается лёгкость адаптации военнопленных к жизни в Саратовском крае.

## Награды и премии
- I Всероссийсская премия им. Николая Гавриловича Чернышевского
- Почетная грамота Саратовского обкома профсоюза работников народного образования и науки РФ, 2020 г.
- Медаль ФГБУК «Государственный Бородинский военно-исторический музей-заповедник» «175 лет Государственному Бородинскому военно-историческому музею-заповеднику» за сохранение культурного и исторического наследия России, 2019 г.
- Диплом лауреата Саратовского областного конкурса «Лучшие книги 2018 года» в номинации «Лучшая книга по истории Отечества и краеведению» за монографию «Земляки поневоле: пленные "12-го года" в Саратовском крае», 2018 г.
- Диплом лауреата VII Приволжского межрегионального конкурса вузовских изданий «Университетская книга–2019» в номинации «Лучшее историко-биографическое, краеведческое издание» за монографию «Земляки поневоле: пленные "12-го года" в Саратовском крае», 2018 г.
- Благодарность Министерства образования Саратовской области, 2017 г.
- Памятный знак Общественного совета по содействию Государственной комиссии по подготовке к празднованию 200-летия победы России в Отечественной войне 1812 года – крест «За увековечение памяти Отечественной войны 1812 года», 2014 г.
- Диплом лауреата IV Приволжского межрегионального конкурса вузовских изданий «Университетская книга–2014» в номинации «Лучшее историко-биографическое, краеведческое издание» за монографию «Саратовский край и Наполеоновские войны», 2014 г.
- Почетная грамота Министерства образования и науки РФ, 2014 г.
- Ведомственный знак отличия Федеральной службы государственной статистики – медаль «За заслуги в проведении Всероссийской переписи населения 2010 года» , 2012 г.
- Почетная грамота Саратовского обкома профсоюза работников народного образования и науки РФ, 2012 г.
- Почетная грамота Саратовского обкома профсоюза работников народного образования и науки РФ, 2010 г.
- Почетная грамота СГУ с вручением Почетного знака Саратовского государственного университета , 2009 г.
- Почетная грамота Губернатора Саратовской области , 2009 г.
- Почетная грамота Министерства образования и науки Саратовской области , 2007 г.
- Благодарственное письмо Администрации города Саратова, 2006 г.
- Юбилейная медаль ФНПР «100 лет профсоюзам России», 2004 г.
- Почетная грамота Комитета по образованию г. Саратова, 2004 г.
- Почетная грамота Министерства образования и науки Саратовской области, 2004 г.
- Благодарность Министерства образования Саратовской области, 2001 г.
- Почетная грамота Обкома профсоюза работников просвещения Высшей школы и научных учреждений, 1983 г.